# Kaito Hayashida
Kaito Hayashida (japanisch 林田 魁斗 Hayashida Kaito; * 29. August 2001 in der Präfektur Hyōgo) ist ein japanischer Fußballspieler.

## Karriere
Hayashida erlernte das Fußballspielen in der Jugendmannschaft von Cerezo Osaka. Die U23-Mannschaft des Vereins spielte in der dritten Liga, der J3 League. Bereits als Jugendspieler absolvierte er 23 Drittligaspiele.